# Karl Ludwig, Prinț de Hohenlohe-Langenburg
Prințul Karl Ludwig de Hohenlohe-Langenburg (10 septembrie 1762 – 4 aprilie 1825) a fost al treilea Prinț de Hohenlohe-Langenburg. Karl Ludwig a fost primul copil al Prințului Christian Albert de Hohenlohe-Langenburg și a soției acestuia, Prințesa Caroline de Stolberg-Gedern.
El a fost un muzician pasionat.
Din 1815 până în 1825, Prințul Karl Ludwig a avut loc un loc în Adunarea Württembergische și din 1820 în Prima Cameră a Adunării reorganizate, dar după anul 1819 el l-a lăsat pe fiul său să fie reprezentant.

## Căsătorie și descendenți
La 30 ianuarie 1789 el s-a căsătorit la castelul Kliczków cu contesa Amalie Henriette de Solms-Baruth (1768–1847), fiica contelui Johann Christian al II-lea de Solms-Baruth. Cuplul a avut treisprezece copii:
- Prințesa Louise de Hohenlohe-Langenburg
- Prințesa Elisabeth de Hohenlohe-Langenburg; căsătorită cu Victor Amadeus, Landgraf de Hesse-Rotenburg, Duce de Ratibór
- Prințesa Constance de Hohenlohe-Langenburg; căsătorită cu Prințul Francis Joseph de Hohenlohe-Schillingsfürst
- Prințesa Emilie de Hohenlohe-Langenburg; căsătorită cu contele Friedrich Ludwig de Castell-Castell
- Prințul Ernst de Hohenlohe-Langenburg (1794–1860); căsătorit în 1828 cu Prințesa Feodora de Leiningen (1807-1872)
- Prince Frederick de Hohenlohe-Langenburg
- Prințesa Marie Henriette de Hohenlohe-Langenburg
- Prințesa Louise de Hohenlohe-Langenburg; căsătorită cu Prințul Adolf zu Hohenlohe-Ingelfingen
- Prințesa Johanna de Hohenlohe-Langenburg; căsătorită cu contele Emil Christian de Erbach-Schönberg
- Prințesa Mary Agnes de Hohenlohe-Langenburg; căsătorită cu Konstantin, Prinț Ereditar de Löwenstein-Wertheim-Rosenberg
- Prințul Henry Gustav de Hohenlohe-Langenburg
- Prințesa Helene de Hohenlohe-Langenburg; căsătorită cu Ducele Eugen de Württemberg
- Prințul Henry de Hohenlohe-Langenburg

Căsătoriile copiilor și ale nepoților săi l-au transformat în strămoșul unora dintre cele mai importante case nobile ale Europei.
- Hans-Adam al II-lea, Prinț de Liechtenstein este strănepotul Infantei Marie Therese a Portugaliei, a cărei mamă, Adelaide de Löwenstein-Wertheim-Rosenberg, a fost nepoata lui Karl Ludwig.
- Marele Duce Henri de Luxemburg este de asemenea un descendant al Adelaide de Löwenstein-Wertheim-Rosenberg prin fiica ei, Infanta Marie Anne a Portugaliei.
- Albert al II-lea al Belgiei este de asemenea un descendant al Adelaide de Löwenstein-Wertheim-Rosenberg prin fiica ei, Infanta Maria Josepha a Portugaliei, mama Elisabetei de Bavaria, regină a Belgiei.
- Regina Sofia a Spaniei și Constantin al II-lea al Greciei sunt copiii reginei Frederica de Hanovra, a cărei bunică, Augusta Victoria de Schleswig-Holstein, a fost nepoata fiului lui Karl Ludwig, Ernst I, Prinț de Hohenlohe-Langenburg.
- Regele Carol al XVI-lea Gustav al Suediei este fiul Sibilei de Saxa-Coburg și Gotha, the stră-strănepoata fiului lui Karl Ludwig, Ernst I, Prinț de Hohenlohe-Langenburg.
- Regina Beatrix a Țărilor de Jos este nepoata lui Bernhard de Lippe-Biesterfeld, un străt-strănepot al fiicei lui  Karl Ludwig, Emilie.

1. ↑  Genealogics
2. 1 2 3 4  The Peerage